# خوسيه أريباس غرانادوس
خوسيه أريباس غرانادوس (بالإسبانية: José Luis Arribas Granados)‏ (مواليد 15 سبتمبر 1975) هو سبّاح إسباني، مثّل بلاده في الألعاب البارالمبية الصيفية 1996.

## روابط خارجية
خوسيه أريباس غرانادوس على موقع Paralympic.org (الإنجليزية)
- خوسيه أريباس غرانادوس على موقع اللجنة البارالمبية الإسبانية (الإسبانية)